# Australobolbus masneri
Australobolbus masneri är en skalbaggsart som beskrevs av Henry Fuller Howden 1992. Australobolbus masneri ingår i släktet Australobolbus och familjen Bolboceratidae. Inga underarter finns listade.